# Naurskaja
Naurskaja (in russo Наурская?; in ceceno Новр-гӏала, Novr-ġala) è una città della Russia che si trova nella Repubblica Autonoma della Cecenia. È il centro amministrativo del distretto Naurskij. Ha ricevuto lo status di città il 10 marzo 2024.
Si trova nella pianura Tersko-Kumskaja (Терско-Кумская низменность), sul lato sinistro del Terek, a 1,5 km dal fiume, 48 km a nord-ovest della città di Groznyj